# Tongjiang (köpinghuvudort i Kina, Heilongjiang Sheng, lat 46,65, long 126,45)
Tongjiang (kinesiska: 通江, 通江镇) är en köpinghuvudort i Kina. Den ligger i provinsen Heilongjiang, i den nordöstra delen av landet, omkring 100 kilometer norr om provinshuvudstaden Harbin. Antalet invånare är 29 095. Befolkningen består av 14 511 kvinnor och 14 584 män. Barn under 15 år utgör 13,0 %, vuxna 15-64 år 79 %, och äldre över 65 år 6,0 %.
Runt Tongjiang är det ganska tätbefolkat, med 166 invånare per kvadratkilometer. Närmaste större samhälle är Huojian, 12,0 km norr om Tongjiang. Trakten runt Tongjiang består till största delen av jordbruksmark.
Genomsnittlig årsnederbörd är 807 millimeter. Den regnigaste månaden är juli, med i genomsnitt 229 mm nederbörd, och den torraste är januari, med 8 mm nederbörd.